# Calcolatore della quinta generazione
Il Calcolatore della quinta generazione (in inglese FGCS, Fifth Generation Computer Systems) è un'innovativa architettura di supercomputer presentata a Tokyo nell'ottobre del 1981 dal Japan Information Processing Development Center (JIPDEC).
Nonostante il progetto fosse estremamente ambizioso esso destò l'interesse degli enti governativi di diversi paesi del mondo, che avviarono parallelamente progetti di ricerca analoghi.
Il modello teorico per un calcolatore della quinta generazione comprendeva uno spazio di memoria dell'ordine di 1000 gigabyte, un'interfaccia utente in grado di comprendere la lingua parlata, e un forte parallelismo hardware e software. I diversi moduli erano interconnessi per realizzare un'intelligenza artificiale.  Da tale architettura è stato astratto in ambiente accademico il modello del sistema esperto.
I requisiti di prestazione di questo ipotetico calcolatore venivano espressi in "LIPS" (Logical Inferences Per Second).
La definizione quinta generazione derivava dalla convinzione che questo tipo di calcolatori avrebbe comportato un notevole "salto in avanti": i computer funzionanti a valvole termoioniche appartengono alla prima generazione; quelli attivati da transistor e diodi alla seconda; i circuiti integrati e i microprocessori identificano rispettivamente la terza e la quarta.
Al tempo era opinione comune che mentre in passato era aumentato il numero di circuiti logici di una singola CPU, la quinta generazione per raggiungere potenze di calcolo significative avrebbe dovuto puntare su grosse quantità di microprocessori in parallelo.